# Markos Vamvakaris
Markos Vamvakaris (griechisch Μάρκος Βαμβακάρης, * 10. Mai 1905 im Viertel Skali (Σκαλί) von Ano Syros, auf Syros; † 8. Februar 1972 in Nikea) war ein griechischer Bouzoukispieler und Rembetikointerpret.

## Leben
Vamvakaris arbeitete anfangs als Fleischer in Piräus, um sich und seine Familie ernähren zu können, da das Bouzouki zu dieser Zeit zusammen mit dem Rembetiko, dessen tragendes Instrument es war, in zweifelhaftem Ansehen stand. Beide waren mit Kriminalität assoziiert; alle, die ein solches Instrument spielten oder nur besaßen, galten als anrüchig.
Vamvakaris gründete 1934 zusammen mit Giorgos Batis, Stratos Pagioumtzis und Anestis Delias, auch bekannt als Artemis, das Rembetiko-Quartett „Ksakousti Tetras tou Pirea“.
Vamvakaris erlag 66-jährig einem Nierenversagen im Zuge seiner Diabeteserkrankung.

## Vermächtnis
1995 eröffnete die Gemeinde Ano Syros das Museum Markos Vamvakaris. Im Jahr 2000 erschien der Dokumentarfilm M' Aresoun oi Kardies san ti diki mou von George Zervas. Die Dokumentation beleuchtet das Leben Vamvakaris' und den soziokulturellen Rahmen in dem sich der Künstler bewegte. 2003 erschien von Giorgos Dalaras die Live-CD A Tribute to Vamvakaris; Gastmusiker waren unter anderem die Söhne Stelios und Domenikos Vamvakaris. Die 4-teilige Fernsehserie Rebetiki istoria - Markos Vamvakaris von Lazaros Lazaridis erschien 2007.
Vamvakaris' Sohn Stelios, wie sein Vater Bouzouki-Spieler sowie Sänger, initiierte 2012 zu dessen 40. Todestag mit anderen Rembetiko-Musikern ein multimediales Hommage-Projekt, mit dem er seither in ganz Europa auftritt.

## Musikauswahl
- Markos Vamvakaris – Bouzouki Pioneer 1932–1940
- Rembetika – Manges Passion Drugs Jail Disease Death / Songs of the Greek Underground 1925–1947, Trikont US-0293